# Грмай, Цгабу
Цгабу Гебремарьям Грмай (англ. Tsgabu Gebremaryam Grmay, род. 25 августа 1991 в Мэкэле, Эфиопия) — эфиопский профессиональный шоссейный велогонщик, c 2019 года выступающий за команду мирового тура «Mitchelton-Scott». Многократный чемпион Эфиопии. Чемпион Африки 2015 года в индивидуальной гонке на время.

## Победы
2012
- Чемпионат Африки:

 Индивидуальная гонка на время — 2-е место
 Чемпион в индивидуальной гонке на время до 23 лет
2013
- Чемпионат Эфиопии:

 Чемпион в групповой гонке
 Чемпион в индивидуальной гонке на время
- Тур Тайваня — этап 5 и 2-е место в общем зачёте

2014
- Чемпионат Эфиопии:

 Чемпион в групповой гонке
 Чемпион в индивидуальной гонке на время
2015
- Чемпионат Африки:

 Чемпион в индивидуальной гонке на время
 Командная гонка на время — 3-е место
- Чемпионат Эфиопии:

 Чемпион в групповой гонке
 Чемпион в индивидуальной гонке на время
2017
 Чемпион Эфиопии в индивидуальной гонке на время
2018
 Чемпион Эфиопии в индивидуальной гонке на время

### Гранд-туры
| Гонка           | 2015 | 2016 | 2017 | 2018 |
| --------------- | ---- | ---- | ---- | ---- |
| Джиро д'Италия  | 91   | —    | —    | —    |
| Тур де Франс    | —    | 92   | 73   | НФ   |
| Вуэльта Испании | 125  | 62   | —    | —    |

| —  | Не участвовал  |
| НФ | Не финишировал |